# Hank Finkel
Henry J. « Hank » Finkel, né le 20 avril 1942 à Union City, dans le New Jersey, est un ancien joueur américain de basket-ball. Il évolue durant sa carrière au poste de pivot.

## Palmarès
- NCAA College Basketball AP All-America Third Team en 1966[1]
- Champion NBA en 1974 avec les Celtics de Boston